# Robeson (Familienname)
Robeson ist ein Familienname. Zu Herkunft und Bedeutung siehe Robinson.

## Namensträger
- Edward John Robeson junior (1890–1966), US-amerikanischer Politiker
- Eslanda Goode Robeson (1895–1965), US-amerikanische Anthropologin, Autorin, Schauspielerin und Bürgerrechtlerin
- George M. Robeson (1829–1897), US-amerikanischer Politiker
- Paul Robeson (1898–1976), US-amerikanischer Schauspieler, Sänger, Sportler, Autor und Bürgerrechtler

## Pseudonym
- Kenneth Robeson, Verlagspseudonym der Doc-Savage-Romane